# Svédek
A svédek (svédül: svenskar) a skandináv népek csoportjába tartozó észak-európai germán nép, mely a mai Svédország területének déli és középső részén alakult ki. A mai svédek azok, akik különböző – etnikai, szociális, kulturális, jogi, földrajzi vagy nyelvi – szempontok szerint Svédországhoz kötődnek.

## Nevük etimológiája
A legtöbb nyelvész egyetért abban, hogy a svédek önelnevezése, ami a legkorábbi forrásokban Suiones és hasonló germán formákban maradt fenn, az indoeurópai alapnyelv „magunk”, „mieink” jelentésű visszaható névmásából származik, és a latin suus szó rokona. A modern skandináv nyelvekben ugyanebből származik a svåger (sógor) és svägerska (sógornő) szó is. Népnévként hasonló utat járt be a svábok neve, akik neve az ókorból suebi formában maradt fenn.

## Eredetük
Skandinávia első lakói azok a nomád vadászok voltak, akik a jégkorszak vége felé, i. e. 11 000 körül, az eljegesedés északra húzódásával a mai Németország területén lévő tundrákról a rénszarvasokat követve behatoltak a mai dán és dél-svéd vidékekre. Az első települések i. e. 6000 körül jöttek létre, de ezek inkább csak időleges táborhelyek voltak a vadászati és növénygyűjtögetési lehetőségek kihasználására. A régészeti kutatások nem mutatták a jelét semmiféle későbbi bevándorlásnak, más népcsoportok érkezésének, így a vikingek, illetve a mai skandináv népek minden bizonnyal ugyanennek a népességnek a leszármazottai.
A mai Svédország középső területein két népcsoport alakult ki, a svea (svear) népcsoport Uppsala központtal, valamint délebbre a gautok (götar) népcsoportja. Egészen délen, a mai Skåne tartományban dán törzsek voltak őshonosak.
Genetikai kutatások jelentős hasonlóságokat mutattak ki a svédek és számos közép-európai népcsoport, főleg a németek között.

## Földrajzi elhelyezkedésük
A svédek által lakott terület nagyrészt megegyezik azzal a területtel, ami a svédek korai őseinek lakhelye volt. A terület Svédország területe, mely a Skandináv-félsziget keleti felén található, valamint a kapcsolódó szigetek. A svédek itteni települései kb. ezer évnyi történelemre nyúlnak vissza. Hozzájuk tartoznak még a Finnország területén lakó svéd anyanyelvűek, valamint Åland szigetének majdnem kizárólagosan svéd lakossága, mely terület ma Finnországhoz tartozik. Észtországban is jelentős svéd kisebbséget találunk, akik jelenléte szintén a történelmi időkre vezethető vissza.
1809 előtt a mai Finnország területének nagy része Svédországhoz tartozott. Az ezt az évet megelőző időszakból származó forrásokban ezért időnként a finneket is svédekként említik.

## Svéd kisebbségek
Számos területen élnek olyan svéd kisebbségek, akik jelenléte nem modern kori emigrációra, hanem Svédország történelmi nagyhatalmi pozíciójára, vagy a viking kalandozásokra vezethetők vissza.

### Finnországi svédek
Finnország svéd nemzetiségű lakosai saját megnevezésük szerint „finnországi svédek” (finlandsvenska) és számuk kb. 265 000 főre tehető, mely Finnország népességének 5,1%-át teszi ki. Åland svéd lakosságát hozzászámítva ez az érték 5,5%-ra nő. Finnországban ezen kívül kb. 9000 svéd állampolgár él.

### Észtországi és ukrajnai svédek
A svédek észtországi jelenlétének dokumentálása a 14. századig nyúlik vissza, és feltehetőleg még a viking korból eredeztethető. 1563-ban az észtországi svédek becsült száma 12 000 volt. Észtország 1558 és 1710 között svéd fennhatóság alá tartozott, majd az 1721-es nystadi békében Oroszországra szállt a terület. 1781-ben mintegy 1300 észtországi svédet kényszerített II. Katalin cárnő arra, hogy Új-Oroszországba, a mai Ukrajna területére költözzenek. Itt alapították meg a Gammalsvenskby nevű községet. Az 1934-es népszámlálási adatok szerint Észtországban 7641 svéd élt még, mellyel ezek Észtország harmadik legnagyobb kisebbségi csoportját alkották a maguk 0,7%-ával. (Az oroszok és németek megelőzik őket). A második világháború ideje alatt a teljes észtországi svéd lakosság Svédországba menekült. Mára a területen pár száz svéd él, számuk Ukrajnában sem haladja meg ezt a szintet. Az adatokat persze befolyásolja, hogy kik azok, akik svédnek vallják magukat a népszámlálásokkor.
Az észtországi és ukrajnai svédek többsége mára már nem beszéli ősei nyelvét, de etnikailag mégis sokan svédeknek vallják magukat. Az ezeken a területeken élő svédeket „keleti svédeknek”, azaz östsvenskar-nak nevezik, szemben a svédországi svédeket leíró riksvenskar (birodalmi svéd), vagy västsvenskar (nyugati svédek) csoportjaival.

### További csoportok
A 19. századi európai kivándorlási hullámok eredményeként jelentős svéd kisebbségek találhatók az USA-ban és Kanadában is.

## Fordítás
- Ez a szócikk részben vagy egészben a Swedish people című angol Wikipédia-szócikk ezen változatának fordításán alapul.  Az eredeti cikk szerkesztőit annak laptörténete sorolja fel. Ez a jelzés csupán a megfogalmazás eredetét és a szerzői jogokat jelzi, nem szolgál a cikkben szereplő információk forrásmegjelöléseként.
- Ez a szócikk részben vagy egészben a Svenskar című svéd Wikipédia-szócikk ezen változatának fordításán alapul.  Az eredeti cikk szerkesztőit annak laptörténete sorolja fel. Ez a jelzés csupán a megfogalmazás eredetét és a szerzői jogokat jelzi, nem szolgál a cikkben szereplő információk forrásmegjelöléseként.